# Ivan Perija
Ivan Perija, hrvatski bosanskohercegovački bivši nogometaš. Igrao za Željezničar iz Sarajeva. Počevši od sezone 1928./29. igrao je za Željezničar dvanaest sezona. Željezničar je tad igrao u rangu sarajevskog nogometnog podsaveza i podsaveznoj ligi.